# Spilarctia irregularis
Spilarctia irregularis là một loài bướm đêm thuộc phân họ Arctiinae, họ Erebidae.